# كارولين فليتشير
كارولين فليتشير (بالإنجليزية: Caroline Fletcher)‏ هي غطاسة أمريكية، ولدت في 22 نوفمبر 1906 في دنفر في الولايات المتحدة، وتوفيت في 3 أبريل 1998.

## وصلات خارجية
- كارولين فليتشير على موقع اللجنة الأولمبية الدولية (الإنجليزية)
- كارولين فليتشير على موقع أوليمبيديا (الإنجليزية)